# اخلاق ناصری
اخلاق ناصِری یکی از مهم‌ترین رساله‌های حکمت عملی در دوره اسلامی است که خواجه نصیر طوسی در سال ۶۳۳ هجری قمری نوشتن آن را به پایان رساند. همچنین این کتاب از مشهورترین نوشته‌های خواجه نصیر، یکی از دو کتاب نوشته شده بنا به خواست حاکم اسماعیلیه (به همراه اخلاق جلالی) در باب حکمت عملی و نخستین اثر فارسی زبان مهم در باب مذکور است که مطالب آن مبتنی بر تلفیق دیدگاه فلسفی و علمی یونان و دیدگاه اسلامی درباره انسان، خانواده و جامعه است. اخلاق ناصری در باب اخلاق فردی، تدبیر منزل (رفتار در محیط خانه و اداره زندگی) و سیاست مدن (به تعبیر امروزی علوم سیاسی) نگاشته شده‌است. باب اول آن، خلاصه‌ای از رساله عربی تهذیب‌الاخلاق یا الطّهارة اثر ابن مسکویه است.

## روند تالیف
در بخش اول کتاب نصیرالدین طوسی در مورد علت شکل‌گیری کتاب توضیحاتی بیان کرده‌است و ما در این موضوع هیچ ابهامی نداریم.
نصیرالدین مدت نسبتاً طولانی در دربار اسماعیلیان قهستان بود و از درباریان ناصرالدین ابوالفتح عبدالرحیم ابن ابی منصور (حاکم وقت) به حساب می‌آمد. روزی در مجلس، ناصرالدین سخن از کتاب تهذیب‌الاخلاق و تطهیرالاعراق نوشته ابوعلی احمد بن محمد بن یعقوب مسکویه خازن رازی به میان آورد و از نصیرالدین خواست آن را از عربی به فارسی ترجمه کند. نصیرالدین در پاسخ گفت زیبایی‌های لفظی این کتاب در اثر ترجمه از بین خواهند رفت و این کتاب شامل تنها یکی از شاخه‌های حکمت عملی است، یعنی حکمت خلقی یا تهذیب‌الاخلاق. از دو شاخه دیگر (تدبیر منزل و سیاست مدن) یادی نشده‌است. سپس پیشنهاد تالیف کتابی را داد شامل سه بخش، به‌طوری‌که بخش اول خلاصه کتاب تهذیب‌الاخلاق باشد و دو بخش دیگر به دو شاخه دیگر دانش حکمت عملی با توجه به آثار و آراء دیگر حکما بپردازد. ناصرالدین موافقت کرده و مشوق مولف در تالیف گردید. نصیرالدین به احترام ناصرالدین ابوالفتح نام این کتاب را اخلاق ناصری نهاد. بعد از انتشار کتاب و دست به دست گشتن آن بین صاحبان فضل (و کسب اعتبار) نویسنده تغییراتی در آن داد. در سال ۶۶۳ هجری قمری نیز فصلی به کتاب افزود که نسخ اولیه فاقد آنند.

### تجدید نظر در متن کتاب
نصیرالدین در آغاز تحریر دوم کتابش بیان داشته که از سر ناچاری به قهستان رفته و در دربار اسماعیلیان اقامت داشته‌است. این گفته بعد از آنست که حکومت اسماعیلیان در هم شکسته شده بود و نصیرالدین به هلاکوخان پناه برده بود. وی بیان می‌دارد برای حفظ جان و آبروی خویش با اسماعیلیان مدارا می‌کرد و طبق میل آنان مطالبی را نوشته‌است که خودش با آنان موافقت ندارد. اما شواهد و قراین نشان می‌دهند که وی در قهستان در ارج و قرب و احترام می‌زیسته و بیم جان نبوده که وی را مجبور به نوشتن آثار مذکور کند. بلکه مجتبی مینوی در مقدمه‌ای برای اخلاق ناصری نظری معقول تر از دیگران دارد. به اعتقاد وی نصیرالدین به مانند دیگر دانشمندان و صاحبان فضل نیاز به پشتوانه مالی قدرتمند برای انتشار آثار و فعالیت‌های علمی خویش داشته‌است. از این رو در خراسان آن زمان حکومت اسماعیلیه تنها ملجا وی بوده‌است. این ناچاری را نباید با جبر استبدادی حکومت اشتباه گرفت. علاوه بر این ناصرالدین ابوالفتح مردی دانش دوست بود و برای گسترش علم و آسایش اهل فرهنگ و دانش کوتاهی نمی‌کرد. با در هم شکسته شدن حکومت اسماعیلیان به دست هلاکو، نصیرالدین به حکومتی مقتدر تر دست یافت که امکانات وسیعی همچون هزینه بنای رصدخانه مراغه و کتابخانه آن و به کارگیری اندیشمندان برای اداره آن و پشتوانه مالی آن بودن، در اختیارش می‌گذاشت.
بنابر آنچه گفته شد تجدید نظر مولف در متن اخلاق ناصری بیش از هرچیز برخاسته از پسند هلاکو بود که با اسماعیلیان سر سازگاری نداشت و شرایط اجتماعی و سیاسی آن زمان، که نصیرالدین برای حفظ موقعیت خود در دربار هلاکو راه دیگری جز آن نداشت.

### برخی از تفاوت‌های دو تحریر
در سال ۶۵۴، در مرحله اول نصیرالدین طوسی خطبه ابتدای کتاب را تغییر اندکی می‌دهد و از خواننده می‌خواهد هر جا به شیوه اسماعیلیان برخورد آن را اصلاح کند. وی فرصت کافی برای اصلاح نداشته و به تعبیر خودش «... در متن کتاب، به یک دو موضع، هم از آن شیوه سطری چند هست که حالی اصلاح آن در وقت نمی‌گنجد، والایام بین ایدینا ...».
بعدها نصیرالدین فرصت بیشتری می‌یابد و خطبه آغازین و دیباچه را با حذف جملات ستایشی محتشم قهستان بازنویسی می‌کند و بار دیگر از دارندگان نسخ قبلی می‌خواهد آن‌ها را تغییر دهند. بعلاوه در متن کتاب نیز تغییراتی می‌دهد؛ مدح‌های محتشم قهستان و مواردی که کلام به عقاید اسماعیلیان بوده را حذف می‌کند.
- نمونه‌ای از حذفیات ستایشی:

تحریر نخست:
چون این خاطر در ضمیر مجال یافت، بر رأی جهان‌آرای عرضه افتاد؛ به اجازت و ارتضا مقرون گشت. پس بنده بی‌مایه، هرچند خویشتن را منزلت و پایه این جرئت نمی‌دید ...
تحریر دوم:
چون این خاطر در ضمیر مجال یافت، بر او عرضه داشت؛ پسندیده آمد. پس به این موجب، هرچند خویشتن را منزلت و پایه این جرئت نمی‌دید ...

## ساختار کتاب
به جز مقدمه، این کتاب شامل سه فصل است:
- فصل اول: همان‌طور که گفته شد این فصل در مورد حکمت اخلاقی نوشته شده و شامل هفت فصل بر مبادی و ده فصل در مقاصد است.
- فصل دوم: در مورد تدبیر منزل بوده و شامل پنج فصل است. نصیرالدین آن را از رساله مختصر تدبیر منزل نوشته نویسنده گمنام، به نام آبروسن یونانی گرفته و خود آن را به آداب متقدمان و متاخران موشح کرده‌است.
- فصل سوم: شامل هشت فصل است که نصیرالدین در نوشتن آن از کتاب‌های فصول المدنی و آراء اهل المدینه الفاضله فارابی و السیاسه ابن سینا استفاده کرده‌است. در نهایت این فصل با قسمتی از وصایای منسوب به افلاطون تمام می‌شود.[۳]

## ترجمه به زبان‌های دیگر
اخلاق ناصری را ویکنز به انگلیسی ترجمه کرد و در سال ۱۹۶۴ میلادی در لندن در قالب «مجموعه میراث ایرانی» چاپ شد. این ترجمه مورد استفاده بزرگ علوی در چاپ کتاب قرار گرفت و بر همین اساس، بزرگ علوی واژه‌نامه‌ای فارسی - انگلیسی و بالعکس به کتاب افزود.

## کتب وابسته
کتاب مفتاح‌الاخلاق (شرح اخلاق ناصری) نوشته عبدالرحمن بن عبد الکریم برهانپوری الغیاثی، در سال ۱۰۸۵ هجری 